# 후음

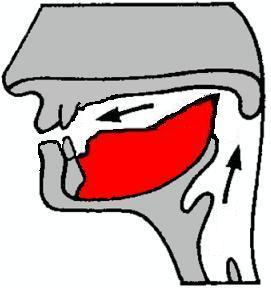

후음(喉音) 또는 목구멍소리(목소리)는 목구멍에서 나오는 소리의 뜻으로 두자음들을 분류하였던 전통적 음운학에서 쓰인 말이다. 오음의 하나이다.

## 훈민정음 초성 체계
훈민정음 초성 체계에서는 'ㆆ', 'ㅎ', 'ㆅ', 'ㅇ'의 4가지 닿소리를 목구멍소리에 분류한다. 현대 음성학에서는 성문음이 여기에 포함된다.
| 오음              | 전청      | 차청      | 전탁       | 불청불탁     |
| ----------------- | --------- | --------- | ---------- | ------------ |
| 후음 (목구멍소리) | ㆆ 挹 [ʔ] | ㅎ 虛 [h] | ㆅ 洪 [h˭] | ㅇ 欲 ø, [ɦ] |

- 현대 음성학에서 전청(全淸)은 무기 무성음, 차청(次淸)은 유기 무성음, 전탁(全濁)은 경음, 불청불탁(不淸不濁)은 유성음 가운데 비음, 유음, 마찰음, 두자음 없이 모음으로 시작하는 것을 나타낸다.

## 중국 음운학
중국 음운학에서 성모(聲母, 두자음)를 분류한 오음(五音) 중의 하나다.
현대 음성학에서는 성문 파열음, 무성 연구개 마찰음, 유성 연구개 마찰음, 경구개 접근음에 해당된다.
중국어 중고음(中古音, 수나라, 당나라의 발음)의 성모(두자음)을 표기하는 삼십육자모(三十六字母)에서 다음과 같이 분류되어 있다.
| 오음 | 전청   | 차청 | 전탁   | 차탁 |
| ---- | ------ | ---- | ------ | ---- |
| 후음 | 影 [ʔ] |      |        |      |
| 후음 | 曉 [x] |      | 匣 [ɣ] |      |
| 후음 |        |      | 喩 [j] |      |

- 현대 음성학에서 전청(全淸)은 무기 무성음, 차청(次淸)은 유기 무성음, 전탁(全濁)은 유성음 가운데 파열음, 마찰음, 파찰음, 차탁(次濁)은 유성음 가운데 비음, 유음, 반모음, 영성모(零聲母, 음절이 두자음 없이 모음으로 시작되는 것)을 나타낸다.

## 같이 보기
- 후음 R
- 인후음